# Louis Fischer
Louis Fischer, född 29 februari 1896 i Philadelphia, död 15 januari 1970 i Princeton, var en amerikansk journalist och författare.
Fischer verkade som lärare till 1917, då han gick i brittisk militärtjänst och till 1919 var förlagd i Kanada, England, Egypten, Palestina och Syrien. Han slog sig på journalistik och uppehöll sig under mellankrigstiden på skilda håll i Europa som korrespondent för amerikanska och brittiska tidningar och tidskrifter, särskilt The Nation i New York. Fischer lämnade då och då bidrag till Social-Demokraten. Han uppehöll sig mest i Sovjetunionen men besökte även en rad andra länder, bland annat Tyskland, Italien och Spanien, han deltog som medlem av Internationella brigaderna mot Francisco Franco i spanska inbördeskriget. Fischer belyste i en rad arbeten ryska förhållanden och personligheter. Fram till andra världskriget förhöll an sig i stort sett sympatisk till utvecklingen i Sovjetunionen men kom senare att ställa sig kritisk. Fischers böcker om Sovjeunionen var Oil Imperialism (1926), The Soviets in World Affairs (2 band, 1930), Why recognize Russia? (1931), Machines and Men in Russia (1932), Sovjet Journey (1935), Stalin and Hitler (1940) och Gandhi and Stalin (1947). I den stora självbiografin Men and Politics (1941) skildrade Fischer ur personlig synvinkel mellankrigstidens europeiska politik. Andra arbeten av Fischer var The War in Spain (1937), Dawn of Victory (1942), Empire (1942) och The Great Challenge (1946).